# COC Nederland

COC logo

COC Nederland to założona w 1946 roku holenderska organizacja LGBT, najstarsza tego typu organizacja na świecie. Jej oryginalna nazwa – C.O.C. – była akronimem od Cultuur en Ontspanningscentrum (hol. Centrum Kultury i Wypoczynku) i miała na celu ukrycie prawdziwego celu działalności organizacji. Obecna nazwa organizacji nawiązuje do tego skrótowca. 
Organizacja ma federacyjną strukturę złożoną z 24 oddziałów znajdujących się w większości większych miast Holandii. COC Nederland wydaje czasopismo dla gejów i lesbijek – „Exspreszo”, jedyny magazyn dla osób LGBT w Holandii.
Na siedzibę organizacji w Amsterdamie wskazuje jeden z granitowych trójkątów tworzących homomonument – pomnik upamiętniający homoseksualistów, którzy doświadczyli lub doświadczają prześladowania lub też zostali zamordowani z powodu własnej orientacji seksualnej.